# コルシカ島のキツネネコ
コルシカ島のキツネネコは、フランスのコルシカ島に生息する野生ネコの地域個体群。ヨーロッパヤマネコやリビアヤマネコ、イエネコとは遺伝的に異なるとする主張がある。リビアヤマネコの亜種と考えられていた孤立した野猫の集団であるが、現在では1千年初頭頃にコルシカ島に導入されたと考えられている。
尻尾の先端が黒く輪状の模様があることから、「キツネネコ」（コルシカ語：ghjattu volpe、フランス語：chat renard、英語：cat-fox）と呼ばれている。
2019年、複数の新聞がキツネネコを、これまで知られていなかった猫の一種として発見されたとする報道を行った。この動物を新種の可能性として記述することが草案化されており、その他の研究も進んでいたが2023年3月17日、フランス生物多様性局は同種をコルシカ島固有の種と発表した。

## 分類
学名のFelis reyiは、1929年にルイ・ラヴォーデンがコルシカ島のビグリアで採取された雌猫標本の皮膚と頭蓋骨についての解説に記載し、新種としたことに由来する。
のちにレジナルド・インズ・ポコックがロンドン自然史博物館に収蔵されたネコ属の皮膚を検証した結果、アフリカヤマネコの亜種として再分類された。
コルシカ島での動物考古学調査を受けて、ローマ帝国の時代にコルシカ島に導入されたとみなされ、イエネコの系統に由来すると考えられ、2017年の時点で有効種または亜種と考えられていなかった。
しかし2023年1月、遺伝子解析によりコルシカ島個体群はヨーロッパヤマネコやイエネコの系統には属さず、サルデーニャ島のリビアヤマネコに近縁とする科学論文が発表され、進化的重要単位として注目されている。

## 特徴
アフリカヤマネコよりも尾が短く、耳の裏が暗褐色であると説明されている。
さらに詳しい特徴としては、頭から尾までが約90センチメートル。前脚は縞模様、後脚は非常に濃い茶色、腹部の毛は小豆色で、被毛全体は密で絹のようである。尾は最も特徴的で、輪状の模様を持ち先端が黒くなっている。 

## 文化
キツネネコは羊やヤギを襲う森の猫として、地元の羊飼いたちの民話に登場する。